# Пак (Афганистан)
Пак (дари پک) — кишлак на северо-востоке Афганистана, в вилаяте (провинции) Бадахшан. Входит в состав района Вахан.

## Географическое положение
Пак расположен на северо-востоке Бадахшана, в высокогорной местности, в левобережной части долины реки Пяндж, на расстоянии приблизительно 173 километров к востоку от города Файзабада, административного центра вилаята. Абсолютная высота — 2798 метров над уровнем моря. Ближайшие населённые пункты — кишлак Калайи-Пяндж (выше по течению Пянджа), кишлак Пакый (ниже по течению Пянджа).

## Население
В национальном составе преобладают ваханцы.